# Ohaři
Ohaři jsou skupina psích plemen dle FCI s pořadovým číslem sedm. Jedná se o psy vyšlechtěné k lovu zvěře a jejímu aportování, v současné době se ale využívají i jako společníci do rodiny. Skupina ohaři má dvě sekce; kontinentální ohaři a ohaři britských ostrovů, přičemž kontinentální ohaři mají ještě tři podsekce: Typ brague (krátkosrstí), typ španěl (dlouhosrstí) a typ griffon (hrubosrstí). Mezi kontinentální ohaře patří především francouzská a německá plemena, mezi ohaře britských ostrovů pak samozřejmě patří plemena psů ze Spojeného království. Ale i Česká republika má ve skupině ohařů svého zástupce; českého fouska, jedno ze tří českých psích plemen uznaných FCI. Slovensko zde zase má slovenského hrubosrstého ohaře.

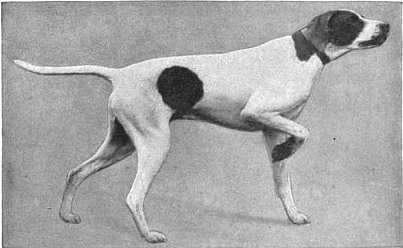
Stavějící pointr

Ohaři jsou blízce příbuzní honičům a barvářům. Pravděpodobným předchůdcem všech dnešních ohařů je – již vyhynulý – španělský větřící pes. Toto psí plemeno existovalo v 16. století především na území dnešního Španělska, ale psy podobného typu si lovci rychle oblíbili i v Anglii a Francii. Španělský větřící pes byl charakteristický tím, že sledoval pachovou stopu ve vzduchu (s tzv. „vysokým nosem“) a následně, když našel lovené zvíře, je vystavil. „Stavění“ se nazývá stav, kdy pes ztuhne, narovná ocas, zvedne přední nohu a očima upřeně sleduje kořist (viz obrázek vpravo). Zatímco pes označil kořist, lovci se přibližovali se sítěmi a zvíře polapili. Toto charakteristické chování si zachovali i dnešní ohaři. Tehdejší španělský větřící pes měl dva typy, typ s lehkou konstrukcí (podobný dnešnímu burgoskému perdiqueru) a typ s těžkou konstrukcí (podobný dnešnímu italskému ohařovi).
Co se vzhledu a povahy týče, pak jsou ohaři různorodou skupinou. Mohou mít různé barevné variace, různé typy srsti a různé velikosti, většinu z nich ale spojuje jednoduchý výcvik a výchova a jejich dobrý vztah k dětem.

## Plemena dle FCI
Seznam plemen ohařů.

### Kontinentální ohaři
Typu brague (krátkosrstí)
- Ariegský ohař
- Auvergneský ohař
- Burbonský ohař
- Dupuyův krátkosrstý ohař
- Burgoský perdiquero
- Francouzský ohař gaskoňského typu

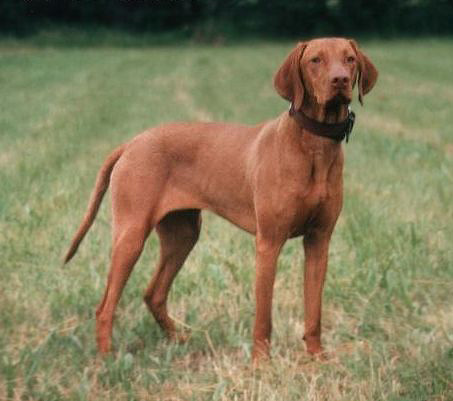
Maďarský ohař krátkosrstý

- Francouzský ohař pyrenejského typu

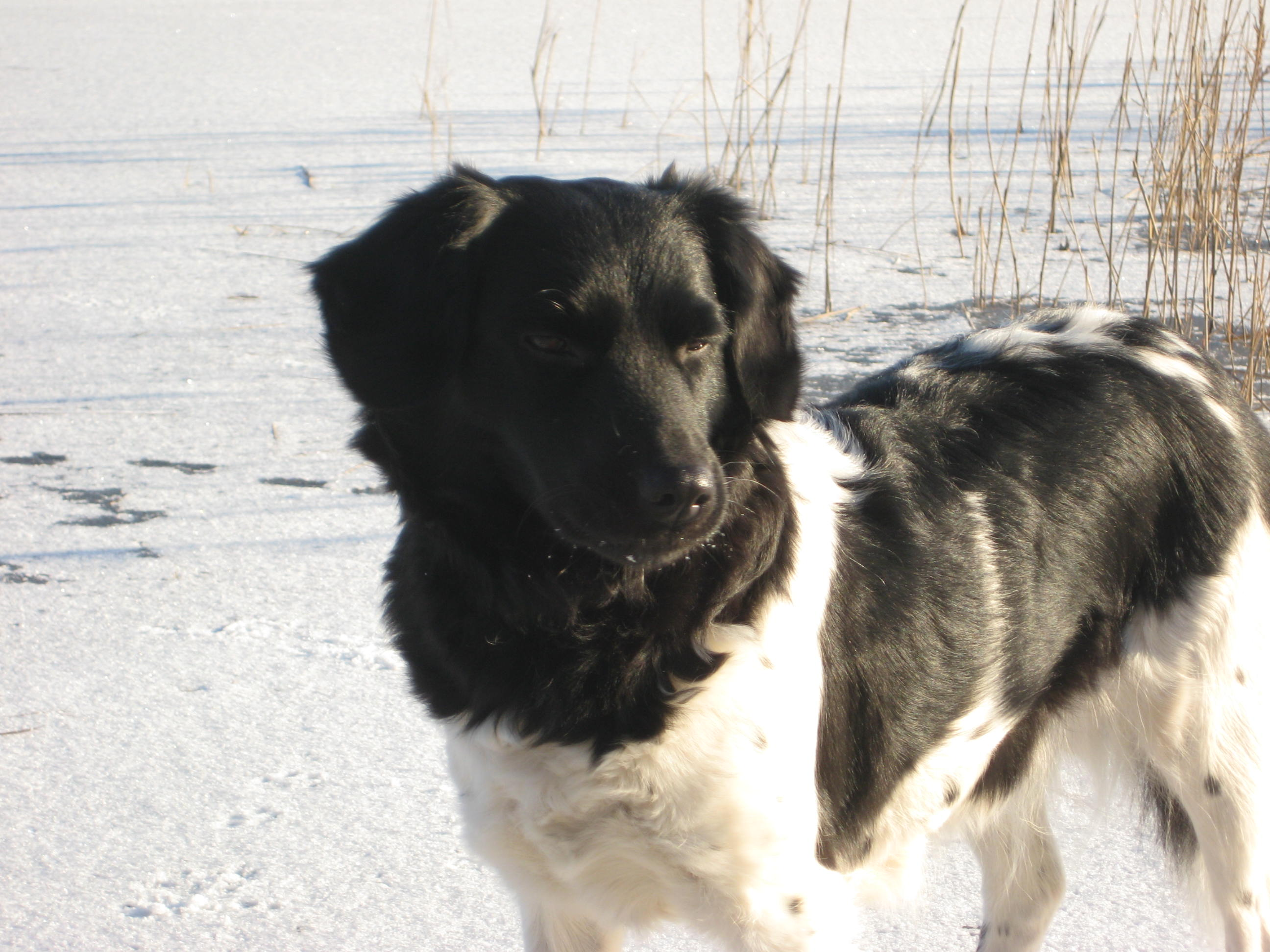
Stabyhoun

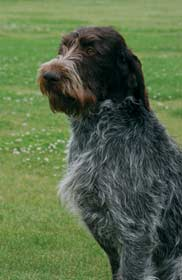
Český fousek

- Italský ohař
- Maďarský ohař
  - Maďarský ohař krátkosrstý
  - Maďarský ohař drátosrstý
- Německý ohař
  - Německý ohař drátosrstý
  - Německý ohař krátkosrstý
  - Německý ohař ostnosrstý
- Portugalský perdiguero
- Pudlpointr
- Saint-Germainský ohař
- Starodánský ohař
- Výmarský ohař krátkosrstý

Typu španěl (dlouhosrstí)
- Bretaňský ohař
- Drentský koroptvář
- Francouzský dlouhosrstý ohař
- Malý münsterlandský ohař
- Modrý pikardský ohař
- Německý ohař dlouhosrstý
- Ohař z Pont-Audemer
- Pikardský ohař
- Pont-Odemerský ohař
- Stabyhoun
- Velký münsterlandský ohař

Typu griffon (hrubosrstí)
- Český fousek
- Italský spinone
- Korthalsův grifon
- Slovenský ohař hrubosrstý

### Ohaři britských ostrovů
- Anglický setr
- Gordonsetr
- Irský červenobílý setr
- Irský setr
- Pointer